# Konstverk

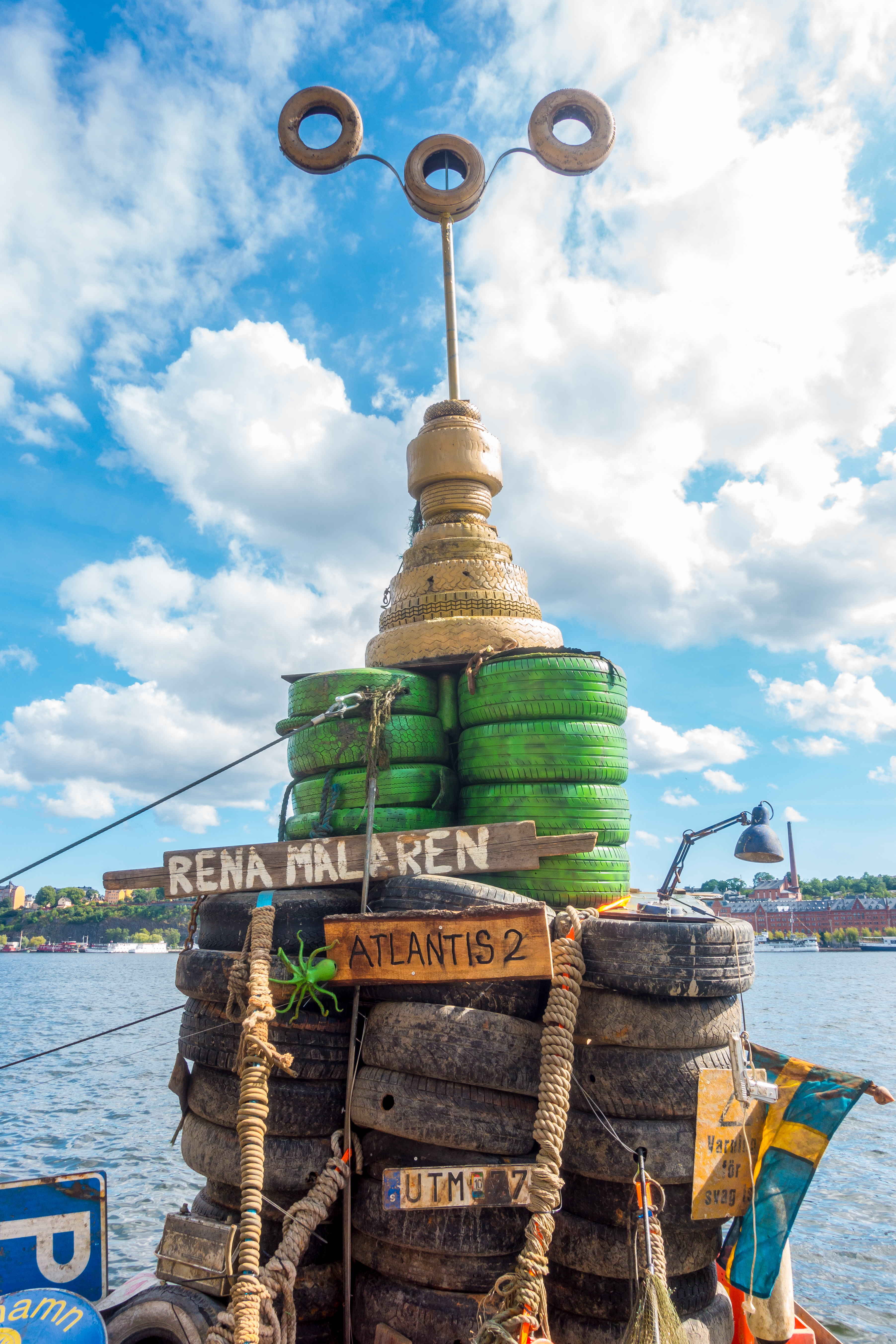
Konstverket Atlantis 2 byggdes 2020 av frivilligorganisationen H2O - Hands2Ocean (f.d. Rena Mälaren) som rensat Söder Mälarstrand och Norr Mälarstrand från tonvis med bildäck, cyklar och bilbatterier som dumpats i Riddarfjärden i Stockholm genom åren. Konstverket är en protest mot allt skräp som slängs i våra vattendrag.

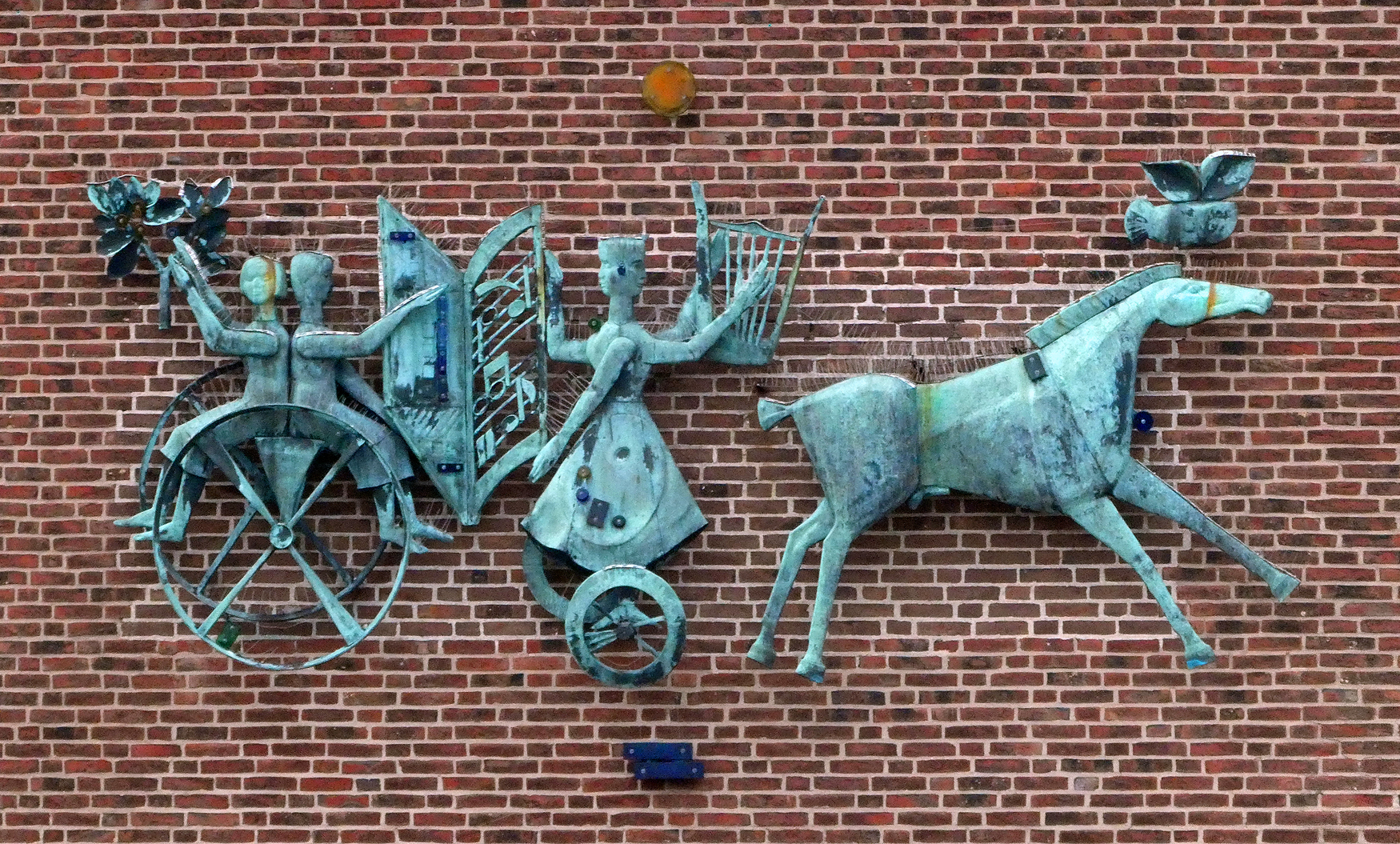
De sköna konsternas vagn är en 3 x 5 meter stor väggskulptur i brons och glas av Åke Jönsson, verket invigdes 1960 och hänger på fasaden till Ystads Konstmuseum.

Ett konstverk eller alster är en produkt av en konstnärlig verksamhet. I allmänhet avses med "konstverk" i första hand någon form av bildkonst, inklusive textilkonst, skulptur och installation, men begreppet inkluderar även verk inom konstarterna arkitektur, musik och litteratur och kan, i dagligt språkbruk, avse begåvade prestationer i allmänhet. Denna artikel begränsar sig till konstverk i betydelsen bildkonst.
En beskrivning av ett konstverk brukar i första hand ta fasta på de fysiska egenskaperna hos ett konstobjekt, dess relation till verkligheten, dess motiv eller bildrum, dess budskap eller innehåll, dess kulturella eller sociala kontext samt den tradition som det relaterar sig till.
Skolor tar fasta på olika sådana egenskaper och beskrivningen av konstverket kan sålunda variera.
En tavla är en skiva, platta, duk eller dylikt som pryds med något och sätts upp på en vägg. Vanligtvis pryds den med en målad bild, men en tavla är inte nödvändigtvis ett konstverk. Många tavlor är inramade och en del är inglasade. Fram till 1900-talet kunde tavla även syfta på illustrationer i böcker och tidningar. Tavla ingår i sammansatta ord som anslagstavla och griffeltavla. Tavla kan även betyda misstag/blunder.

## Ikonografi
Ett konstverk kan beskrivas enligt sina ikonografiska egenskaper
- Sina visuella beståndsdelar - till exempel mått, teknik, komposition och motiv,
- Verbala beståndsdelar - till exempel litterära referenser, syntax,
- Formella drag - till exempel stil, epok och skola och
- Sin funktion - social, politisk eller religiös.

## Semiotik
Ett konstverk kan också beskrivas utifrån sina semiotiska egenskaper. Enligt Roman Jacobson ligger betoningen eller det huvudsakliga syftet med att producera ett konstverk vid en av sex faktorer:
- Upphovsmannen - emotiv eller expressiv funktion
- Referensen - referentiell funktion
- Meddelandet - poetisk funktion
- Mediet - faktiska funktion
- Koden - metaspråklig funktion
- Betraktaren - konativ funktion